# Gladys Carson
Gladys Carson, född 8 februari 1903 i Leicester, död 17 november 1987 i Spilsby, var en brittisk simmare.
Carson blev olympisk bronsmedaljör på 200 meter bröstsim vid sommarspelen 1924 i Paris.